# Rudy Wurlitzer
Rudolph „Rudy“ Wurlitzer (* 3. Januar 1937 in Cincinnati, Ohio) ist ein US-amerikanischer Schriftsteller, Drehbuchautor und Librettist.

## Leben
Rudy Wurlitzer ist der Urenkel des deutschamerikanischen, besonders für seine Pianos und Musikboxen bekannten Instrumentenbauers Rudolph Wurlitzer. Auch Rudy Wurlitzers Vater übte noch den Beruf des Instrumentenbauers und -verkäufers aus, er selbst interessierte sich ab dem späten Teenager-Alter nach eigenen Angaben aber vor allem für „Literatur, Schreiben, Poesie, Jazz und Drogen.“ Er studierte vier Jahre an der Columbia University, außerdem belegte er Kurse an der Harvard University und an der Pariser Sorbonne. In den 1960ern trieb er sich in der kreativen Szene in New York herum und schrieb erste Kurzgeschichten, einflussreich waren auf sein Schreiben unter anderem die Werke von Jack Kerouac und Samuel Beckett.
Aufsehen erregte Wurlitzer 1969 mit seinem Debütroman Nog, ein als „psychedelisch“ beschriebenes Werk mit kaum zusammenhängender Handlung und unzuverlässigem Erzähler. Thomas Pynchon feierte das Buch als nicht nur „wirklich, wirklich gut“, sondern auch als zukunftsweisend für neue Formen der Literatur. Bis ins neue Jahrtausend folgen weitere Erzählungen, so etwa 2008 der Westernroman The Drop Edge of Yonder. Wurlitzers Bücher gelten als relativ anspruchsvoll und erreichten nur selten eine breite Leserschaft. Er selbst zitierte hierzu der ersten Literaturkritiken über ihn: „Wurlitzer ist ein Name, der für Millionen Musik bedeutet, und für offensichtlich keinen Literatur“.
Der Regisseur Monte Hellman las Nog und bat Wurlitzer daraufhin, das Drehbuch für seinen Film Asphaltrennen (Two-Lane Blacktop) aus dem Jahr 1971 zu schreiben. Das existenzialistische, unkonventionell erzählte Roadmovie gilt vielen Kritikern, noch vor Easy Rider, als der beste Film über die amerikanische „Counterculture“. Seine Arbeit an Sam Peckinpahs Western Pat Garrett jagt Billy the Kid etablierte ihn 1973 endgültig als wichtigen Drehbuchautoren des New Hollywood. Für das Roadmovie Candy Mountain (1988) mit Kevin J. O’Connor in der Hauptrolle eines erfolglosen Musikers schrieb er nicht nur das Drehbuch, sondern führte auch gemeinsam mit Robert Frank die Regie. In den 1990er-Jahren arbeitete er unter anderem mit Volker Schlöndorff an der Max-Frisch-Verfilmung Homo Faber (1991) und mit Bernardo Bertolucci an Little Buddha (1993). Überwiegend als Autor für Arthouse-Filme verpflichtet, schrieb er auch vier Folgen der von Sidney Lumet produzierten Fernsehserie 100 Centre Street.
Jim Jarmusch soll von einem Wurlitzers unverfilmtem Drehbuch Zebulon viele Aspekte für seinen Film Dead Man übernommen haben, sodass nach Ansicht des Regisseurs Alex Cox Wurlitzer ihn eigentlich aufgrund von Plagiaten hätte erfolgreich verklagen können. Aus dem Drehbuch wurde später der Roman The Drop Edge of Yonder. Ebenfalls unverfilmt blieb ein Drehbuch, das Wurlitzer mit Michelangelo Antonioni vor dessen Tod 2007 schrieb.  Die Arbeit in der Filmindustrie beeinflusste auch Wurlitzers Schaffen als Schriftsteller, so spielt Quak (1974) in einem postapokalyptischen Los Angeles und Slow Fade (1984) porträtiert einen alternden Regisseur in der Krise, wohl auch beeinflusst von Wurlitzers Begegnungen mit Sam Peckinpah.
In eine ganz andere Richtung geht Wurlitzers Libretto für die 2000 uraufgeführte Oper In the Penal Colony von Philip Glass, mit dem er bereits seit seiner Jugend befreundet ist. Hierfür adaptierte Wurlitzer Kafkas Erzählung In der Strafkolonie. 2013 feierte The Perfect American, eine weitere Oper von Glass mit einem Libretto von Wurlitzer, Premiere. Glass äußerte über Wurlitzer: „Ich habe mit einer Menge Autoren gearbeitet, aber er ist der beste. Ich halte für einen typisch amerikanischen Autoren, durch die Klarheit seiner Worte, die Ökonomie, die Strenge davon.“
Rudy Wurlitzers Ehefrau ist die Fotografin Lynn Davis, mit der er in Hudson (New York) lebt. In seinem Reisebericht Hard Travel to Sacred Places (1995) über einen Trip durch Asien verarbeitete Wurlitzer den Tod von Lynn Davis‘ Sohn, der mit 21 Jahren starb.

## Bibliografie (Auswahl)
- Nog. Random House, 1969.
- Flats. Random House, 1971.
- Quake. E. P. Dutton, 1974.
- Slow Fade. Alfred A. Knopf, 1984.
- Hard Travel to Sacred Places. Random House, 1995.
- The Drop Edge of Yonder. Two Dollar Radio, 2008.

## Filmografie (Auswahl)
- 1971: Glen and Randa
- 1971: Asphaltrennen (Two-Lane Blacktop) – Wurlitzer ebenfalls in einer kleinen Nebenrolle zu sehen
- 1973: Pat Garrett jagt Billy the Kid (Pat Garrett and Billy the Kid) – ebenfalls in einer kleinen Nebenrolle
- 1975: Keep Busy
- 1978: Coming Home – Sie kehren heim (Coming Home) – im Abspann ungenannte Mitarbeit am Drehbuch
- 1981: Energy and How to Get It (Kurzfilm)
- 1987: Walker – ebenfalls in einer kleinen Nebenrolle
- 1988: Candy Mountain – ebenfalls als Co-Regisseur
- 1991: Homo Faber
- 1992: Wind
- 1992: Schatten des Wolfes (Agaguk)
- 1993: Little Buddha
- 2001–2002: 100 Centre Street (Fernsehserie, 4 Folgen)